# Municipio de Deer Creek (condado de Worth)
El municipio de Deer Creek (en inglés: Deer Creek Township) es un municipio ubicado en el condado de Worth en el estado estadounidense de Iowa. En el año 2010 tenía una población de 180 habitantes y una densidad poblacional de 2,44 personas por km².

## Geografía
El municipio de Deer Creek se encuentra ubicado en las coordenadas 43°27′13″N 93°4′37″O / 43.45361, -93.07694. Según la Oficina del Censo de los Estados Unidos, el municipio tiene una superficie total de 73.72 km², de la cual 73,64 km² corresponden a tierra firme y (0,12 %) 0,09 km² es agua.

## Demografía
Según el censo de 2010, había 180 personas residiendo en el municipio de Deer Creek. La densidad de población era de 2,44 hab./km². De los 180 habitantes, el municipio de Deer Creek estaba compuesto por el 99,44 % blancos, el 0,56 % eran afroamericanos. Del total de la población el 0 % eran hispanos o latinos de cualquier raza.